# San Pablo (metrostation)
San Pablo is een metrostation, gelegen in de wijk Lo Prado te Santiago.
Het station is gelegen aan lijn 1 en lijn 5 van de metro in Santiago en is tevens het westelijke eindpunt van het traject.
Het eerste station in oostelijke richting is Neptuno. Voor metrolijn 5 is dit gelegen tussen Pudahuel en Lo Prado